# Attica (warenhuis)
Attica is een Griekse warenhuisketen met filialen in Athene en Thessaloniki en maakt onderdeel uit van de Griekse FF Group.
Het vlaggenschipfiliaal aan de Panepistimioustreet in Athene is het grootste warenhuis van Griekenland met een oppervlakte van 25.000 m² over 8 verdiepingen. Het is gevestigd in een historisch pand in neoklassieke stijl. De warenhuisketen bestaat sinds 2005 en richt zich met name op mode. Daarnaast biedt het sportkleding, accessoires, parfumerie, juwelen, reisartikelen en huishoudelijke artikelen.
Er zijn drie filialen in Athene en twee filialen in Thessaloniki. 